# Iürkák

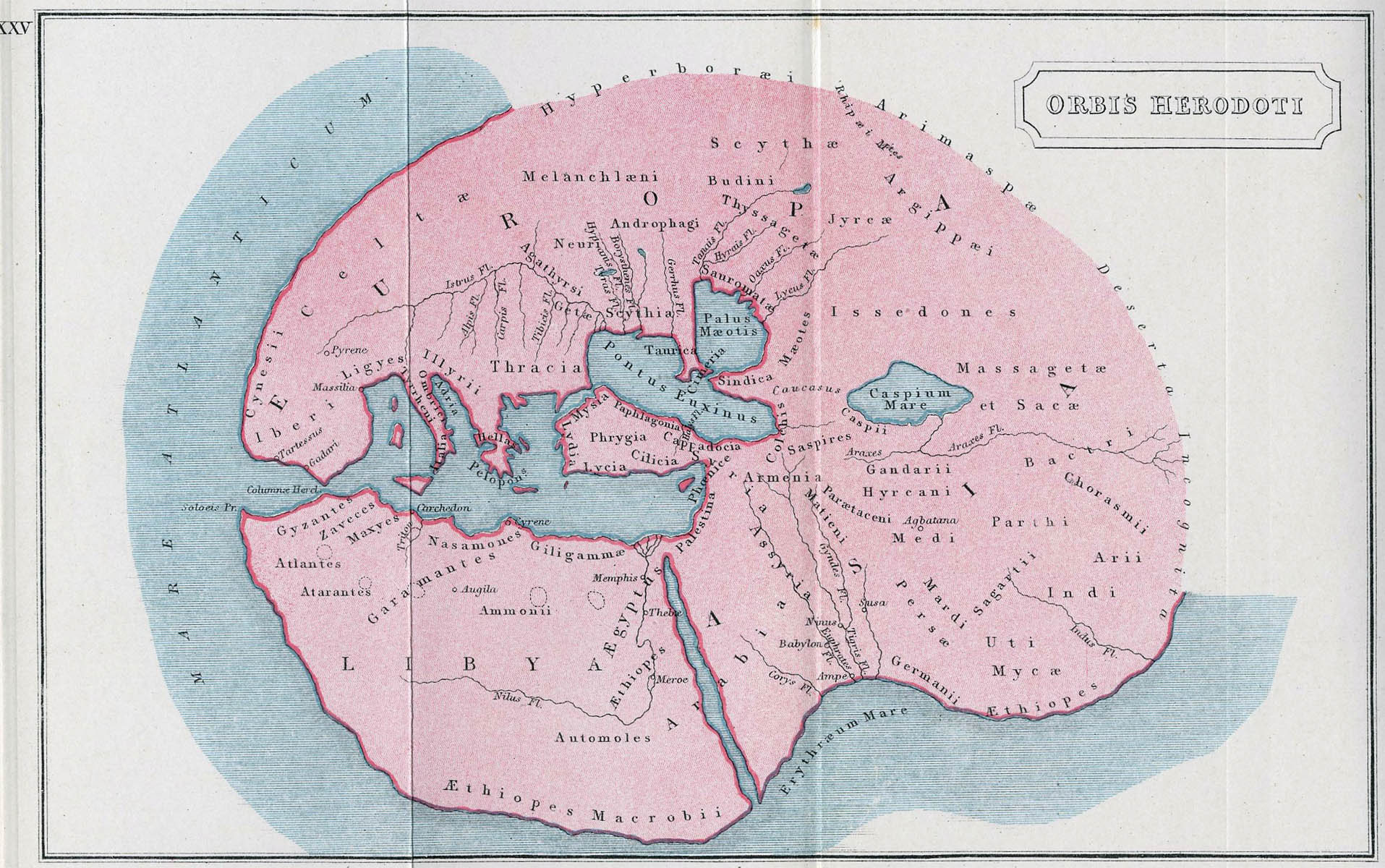
A iürkák és szomszédaik lakóhelye Hérodotosz leírása szerint

A iürkák (ιυρκαι) a királyi szkíták egyik, az ősi lakóhelyen visszamaradt, vagy oda visszavándorolt csoportja volt. Hérodotosz szerint az i. e. 5. században a Déli-Urál vidékén laktak, a budinok, illetve a thüsszageták szomszédságában. Nevük Plinius munkájában tyrcae, Pomponius Mela művében turcae alakban szerepel. A görögös iürkai nevet alighanem a görög ióta (ι) és a tau (τ) betűképének hasonlósága okán olvasták türkai alakban, s ültették át latinra.

## Hérodotosz tudósítása
A királyi szkíták – ourgoi (ουργοι), urogi (υρογι)[forrás?] – az i. e. 8. században elköltöztek ősi lakóhelyükről, az Urál folyó és a Don, illetve a Donyec közötti pusztáról. A népesség egy része visszamaradt a régi szálláshelyen, és ettől fogva thüsszagetának (θυσσαγέται) nevezte magát. Egyik fészkük az Obscsij Szirt, illetve a Szamara folyó vidékén volt. A királyi szkítáktól elpártolt iürkák a thüsszageták tőszomszédjai voltak. Szálláshelyük a Déli-Urál, közelebbről a mai Orenburg vidékén lehetett.
Hérodotosz a szóban forgó népességet kétszer említi. Először nevüket is megmondja, másodszor – az „Ezeken tul…” szókapcsolat a thüsszagetákra hivatkozik – a királyi szkítáktól elpártoltaknak nevezi őket:
„A budinokon tul éjszakra következik először hét napi járásnyi pusztaság; a pusztaság mögött pedig, kanyarodván a napkeleti szél felé, Thyssagéták laknak, számos és sajátszerű nép. Élnek pedig vadászatból. Ezek szomszédságában ugyan e helyeken laknak azok, kiknek nevök tyrkák; ezek is vadászatból élnek következőleg: fölmászván a fára leselkedik. Fák pedig sürüen vannak az egész vidéken. S mindegyiknek készen van a lova, megtanittatva hasára feküdni az alacsonyság végett, és kutyája. Miután megpillantja a fáról a vadat, nyilazván s lovára ugorván üldözi és a kutya utána. – Ezeken tul, kelet felé kanyarodva, más scythák laknak, kik a királyi scytháktól elpártoltak s igy ezen vidékre érkeztek.” – IV. könyv, 22. szakasz (Télfy János fordítása).

## Harmatta János feltevése
Harmatta János őstörténeti és nyelvészeti eszmefuttatásai kifejtve:
Neves iranistánk a thüsszagetákat és a iürkákat – Hérodotosszal ellentétben – uráli népnek tartja. A thüsszageták lakóhelyét a Középső-Urál vidékére, a Csuszovaja folyó mellékére helyezi, és a iürkákat nevezettek hazájától nyugatra, a Káma mentén keresi. A iürkákat – tekintettel lovas életmódjukra, illetve a szomszédságukban tanyázó uráliakra – az „ősmagyarokkal” azonosítja.
Az ősmagyarok – amint ezt a nyelvészet eredményei, illetve a magyar nyelv iráni jövevényszavai is igazolják, mondja Harmatta – ekkorra már, vagyis az. i. e. 5. század közepéig, a jüecsiktől és a hunoktól (hsziungnu) elsajátították a lovas életformát. A nevezett népekkel fennálló kapcsolatokra utalnak, állítja Harmatta, a Kazahsztán területén előkerült, lovas vadászatot ábrázoló aranylemezek: ezek a magyarok alkotásaihoz egészen hasonlók.
A görögös iürkai kifejezés – mondja Harmatta – valószínűleg szkíta közvetítéssel került a görögökhöz. E szóból egy feltételezett *iorkanɜ kifejezés szerkeszthető (az ɜ tetszőleges, de el nem hagyható magánhangzó), s ez megfelel az obi–ugorok iorkan, avagy iorgan szavának. E névvel a manysik és a hantik a jurák-nyenyeceket, a komikat és az északi manysikat illetik, ám más rokon népekre is alkalmazhatták. Jelölhette többek között az ősmagyarokat is. Az ior szó jelentése a manysi nyelvben erős, hős, úr.
A mondottakkal kapcsolatban a következőket kell megjegyeznünk.
A thüsszageták és a Csuszovaja folyó neve között tulajdonképpen Minns teremtett kapcsolatot. Giacomo Filippo Foresti da Bergamo, 15. századi történetíró említ egy Thisageta nevű folyót Kelet-Európából, s ez Minns szerint a Csuszovaja. A nevek ugyan félig-meddig hasonlók, ám egyeztetésük korántsem egyszerű, a nyelvhasonlítás szabályait alkalmazva szépszerével kivihetetlen.
A jüecsikről első ízben kínai források számolnak be az i. e. 2. században. Belső-Ázsiában, a Csilien-hegység vidékén éltek, és a hunoktól elszenvedett vereség nyomán költöztek Közép-Ázsiába az i. e. 2 század közepe táján.
A hunokról – kínai forrásokban nevük, többek között, hsziungnu – az i. e. 3. században hallunk először: ekkor alapították meg birodalmukat. A vezérlő törzs ekkor Belső-Ázsiában lakott, közelebbről az Ordosz vidékén.
A mai Kazahsztán területén az i. e. 5. században a szkíták közép-ázsiai csoportjának népei éltek. Egyetemlegesen szaka névvel illették magukat. A hun szövetség, a törökös népek hazája ez időben még Belső-Ázsia volt.
A jüecsik és a hunok nyelvéről igen keveset tudunk. Amazokat jobbára indoeurópaiaknak, de nem indoirániaknak, emezeket inkább törökös népeknek tekintik. Ama néhány szó – jobbára főemberek neve –, mely nevezettek nyelvéből fennmaradt, nem vall iráni eredetre. Tőlük iráni jövevényszavait a magyar nyelv már csak ezért sem kölcsönözhette.

## Vásáry István állásfoglalása
Vásáry István a iürkák, az obi ugorok és az ősmagyarok ügyében ekként nyilatkozik:
„A Hérodotosz Szkítia-leírásában előforduló népnevek nagy része nem ismeretes más forrásból, így azonosításuk mindig tág teret adott a fantáziának. Mindössze pár nevet említünk ez alkalommal, főleg azokat, amelyekkel kapcsolatban különösen sok spekuláció született. (…) Az ez után következő népek között különböző finnugor nyelvű etnikumokat sejthetünk, anélkül azonban, hogy pontosan tudnánk azonosítani őket, hiszen e vidék népességi viszonyaiba egyedül Hérodotosz műve világít bele. Ilyenek a budinok, a thüsszageták és a jürkák (IV, 22). Az utóbbiról terjedelmes irodalom igyekezett bizonyítani, hogy nevükben az obi-ugorok jugra neve rejlik, s így a magyarok–vogulok–osztjákok ősei lennének; de volt, aki a türk népnevet is felfedezni vélte a jürkák nevében. Mindez azonban, a legjobb igyekezetek ellenére is, csak olyan hipotézis, amelynek a tudomány kevés hasznát veheti.” – A régi Belső-Ázsia története.
A „finnugor” népek közé sorolni a budinokat, a thüsszagetákat és a iürkákat nem éppen szerencsés próbálkozás. Hérodotosz ugyanis megmondja, kik ők, és hol laktak. Történetírónk jelentése alapján kétség nélkül indoeurópai, illetve szkíta népekkel azonosíthatók. A finnugor, helyesebben talán finnségi népek az euroszibériai lucos erdők, vagyis a tajga övében, nagyjából az 55. szélességi körtől északra laktak és laknak ma is.

## További ismertetők
- Klima László (é. n.): Hérodotosz: a görög–perzsa háború. Archiválva 2017. július 23-i dátummal a Wayback Machine-ben
- Vámbéry Ármin (1882): A magyarok eredete. Ethnologiai tanulmány. Budapest.